# Koreaanse Wikipedia
De Koreaanse Wikipedia (Koreaans: 한국어 위키백과) is een uitgave in de Koreaanse taal van de online encyclopedie Wikipedia. De Koreaanse Wikipedia ging in oktober 2002 van start. In december 2010 waren er ongeveer 150.000 artikelen en 135.000 geregistreerde gebruikers. 